# Gienah Gurab
Gienah Gurab o Gienah Corvi es el nombre de la estrella γ Corvi (γ Cor / 4 Corvi), la más brillante de la constelación de Corvus, el cuervo, con magnitud aparente +2,58. El nombre proviene del árabe الجناح الغراب اليمن al-janāħ al-ghirāb al-yaman y significa «el ala derecha del cuervo», aunque en las cartas modernas marca el ala izquierda. Se encuentra situada arriba a la derecha dentro del cuadrilátero que forman las cuatro estrellas principales. La palabra Gurab o Corvi distingue a esta estrella de Giennah, también llamada Gienah Cygni (ε Cygni). 
Situada a 165 años luz del sistema solar, Gienah Gurab es una gigante blanco-azulada de tipo espectral B8III y 12.400 K de temperatura. Con una luminosidad 355 veces mayor que la del Sol, su radio —cuyo valor se obtiene a partir de la medida de su diámetro angular, 0,799 milisegundos de arco— es 4,4 veces más grande que el radio solar.
En el diagrama de Hertzsprung-Russell está todavía cerca de la secuencia principal, y dentro de unos pocos millones de años se expandirá transformándose en una gigante roja.
Gienah Gurab destaca por su composición química anómala, con niveles elevados de mercurio y manganeso, y niveles desacostumbradamente bajos de aluminio y níquel.
Forma parte del grupo de estrellas de mercurio-manganeso, cuya representante más brillante es Alpheratz (α Andromedae).
Como otros miembros de esta clase, su velocidad de rotación (32 km/s) es relativamente lenta en comparación con otras estrellas similares.